# Liste des Premiers ministres du Royaume-Uni
Vous lisez un « bon article » labellisé en 2013.

Blason du gouvernement britannique.

Cette page dresse la liste des Premiers ministres du Royaume-Uni par ordre chronologique depuis le XVIIIe siècle.
Le Premier ministre du Royaume-Uni de Grande-Bretagne et d'Irlande du Nord (Prime Minister of the United Kingdom of Great Britain and Northern Ireland) est le chef du Gouvernement de Sa Majesté (His Majesty's Government). Le titulaire du poste choisit les autres membres de son gouvernement et préside les réunions du cabinet.
Sir Robert Walpole, à la tête de la Grande-Bretagne de 1721 à 1742, est considéré comme le premier Premier ministre au sens moderne,, ce titre n'étant alors qu'officieux et la fonction qu'il exerce étant celle de premier lord du Trésor (First Lord of the Treasury), tandis que le terme « Royaume-Uni » n'est utilisé pour la première fois qu'en 1801 par William Pitt le Jeune. Ce n'est que depuis 1905 et Henry Campbell-Bannerman que le chef du gouvernement porte officiellement le titre de « Premier ministre ».

## Avant Walpole
Depuis le Moyen Âge (environ 1126), le Trésor de Sa Majesté (HM Treasury) était géré par le lord grand trésorier (Lord High Treasurer). Pendant l'époque des Tudor, le lord trésorier était considéré comme un des grands officiers d'État (Great Officers of State) et était souvent la principale personnalité du gouvernement. Le dernier lord trésorier est Robert Harley, 1er comte d'Oxford et Mortimer, lord grand trésorier de 1711 à 1714, à la tête du gouvernement de la reine Anne.
À partir du XVIIe siècle, les fonctions du lord trésorier sont fréquemment exercées non pas par un seul individu, mais par une commission de lords du Trésor (Lords of the Treasury), présidée par le premier lord du Trésor (First Lord of the Treasury). À la suite de l'avènement de George Ier, en 1714, cet arrangement devient permanent, le premier lord du Trésor devenant titulaire d'un ministère. Pendant la période de 1717 à 1721, les Lords Stanhope et Sunderland ont présidé conjointement la commission, Stanhope s'occupant des affaires étrangères, et Sunderland des affaires internes. Stanhope meurt en février 1721 et Sunderland démissionne en avril, et c'est Robert Walpole qui reprend la suite. Le premier lord est alors officieusement appelé Premier ministre (Prime Minister). Depuis lors, le Premier ministre porte aussi le titre de premier lord du Trésor[réf. souhaitée].
| Nom | Nom                                     | Dates du mandat | Dates du mandat | Autres fonctions occupées pendant le mandat                  | Gouvernement           | Parti politique |
| --- | --------------------------------------- | --------------- | --------------- | ------------------------------------------------------------ | ---------------------- | --------------- |
|     | Charles Montagu, 1er comte d'Halifax    | 13 octobre 1714 | 19 mai 1715     | Premier lord du Trésor                                       | Townshend              | Whig            |
|     | Charles Howard, 3e comte de Carlisle    | 23 mai 1715     | 10 octobre 1715 | Premier lord du Trésor                                       | Townshend              | Whig            |
|     | Robert Walpole                          | 10 octobre 1715 | 12 avril 1717   | Premier lord du Trésor Chancelier de l'Échiquier             | Townshend              | Whig            |
|     | James Stanhope, 1er vicomte Stanhope    | 12 avril 1717   | 21 mars 1718    | Premier lord du Trésor Chancelier de l'Échiquier             | Stanhope/Sunderland I  | Whig            |
|     | Charles Spencer, 3e comte de Sunderland | 21 mars 1718    | 4 avril 1721    | Premier lord du Trésor Lord président du Conseil (1718-1719) | Stanhope/Sunderland II | Whig            |

## Liste des Premiers ministres
Légende (partis politiques)
- Whig
- Libéral
- Tory
- Conservateur
- Travailliste
- Travailliste national

Note : les tableaux ci-dessous mettent en regard les dates de mandats avec les gouvernements respectifs des Premiers ministres (par exemple : le gouvernement Walpole/Townshend officia d'avril 1721 à mai 1730 ; puis Walpole reforme un gouvernement seul, de mai 1730 à février 1742). Les dates de la dernière ligne (« Élections ») font référence à la date des élections (s'il y en a eu) leur ayant permis d'arriver au pouvoir ou de s'y maintenir.

### Règnes deGeorgeIer(1714-1727) etGeorge II(1727-1760)
| Portrait | Portrait                 | Nom (naissance-mort) Titres                                                                            | Dates du mandat — Élections | Dates du mandat — Élections | Gouvernement                     | Parti politique | Parti politique | Autres fonctions occupées pendant le mandat                                        | Notes, faits marquants | Réf.  |
| -------- | ------------------------ | --- | --------------------------- | --------------------------- | -------------------------------- | --------------- | --------------- | ---------------------------------------------------------------------------------- | --- | ----- |
| 1        |                          | Robert Walpole (1676-1745) Député de King's Lynn (jusqu'en 1742) 1er comte d’Orford (à partir de 1742) | 4 avril 1721                | 15 mai 1730                 | Walpole/Townshend                |                 | Whig            | Premier lord du Trésor Chancelier de l'Échiquier Leader de la Chambre des communes | Considéré comme le premier Premier ministre au sens moderne. Son gouvernement est le plus long de l’histoire du pays (21 ans). Critiqué pour la défaite britannique lors de la guerre de l'oreille de Jenkins (1739-1748). | ,     |
| 1        | 15 mai 1730              | Robert Walpole (1676-1745) Député de King's Lynn (jusqu'en 1742) 1er comte d’Orford (à partir de 1742) | 11 février 1742             | Walpole                     |                                  |                 | Whig            | Premier lord du Trésor Chancelier de l'Échiquier Leader de la Chambre des communes | Considéré comme le premier Premier ministre au sens moderne. Son gouvernement est le plus long de l’histoire du pays (21 ans). Critiqué pour la défaite britannique lors de la guerre de l'oreille de Jenkins (1739-1748). | ,     |
| 1        | 1722, 1727, 1734 et 1741 | Robert Walpole (1676-1745) Député de King's Lynn (jusqu'en 1742) 1er comte d’Orford (à partir de 1742) |                             |                             |                                  |                 | Whig            | Premier lord du Trésor Chancelier de l'Échiquier Leader de la Chambre des communes | Considéré comme le premier Premier ministre au sens moderne. Son gouvernement est le plus long de l’histoire du pays (21 ans). Critiqué pour la défaite britannique lors de la guerre de l'oreille de Jenkins (1739-1748). | ,     |
| 2        |                          | Spencer Compton (1673-1743) 1er comte de Wilmington                                                    | 16 février 1742             | 2 juillet 1743 †            | Carteret                         |                 | Whig            | Premier lord du Trésor                                                             | De santé fragile, le gouvernement est dirigé de facto par John Carteret. † : décède en fonction. | [ 5 ] |
| 2        | –                        | Spencer Compton (1673-1743) 1er comte de Wilmington                                                    |                             |                             | Carteret                         |                 | Whig            | Premier lord du Trésor                                                             | De santé fragile, le gouvernement est dirigé de facto par John Carteret. † : décède en fonction. | [ 5 ] |
| 3        |                          | Henry Pelham (1694-1754) Député du Sussex                                                              | 27 août 1743                | 6 mars 1754 †               | Carteret Broad Bottom            |                 | Whig            | Premier lord du Trésor Chancelier de l'Échiquier Leader de la Chambre des communes | Réorganise la Royal Navy ; adopte le calendrier grégorien ; contribue à la fin de la guerre de Succession d'Autriche ; révoltes jacobites en 1745. † : décède en fonction                                                  | [ 6 ] |
| 3        | 1747                     | Henry Pelham (1694-1754) Député du Sussex                                                              |                             |                             | Carteret Broad Bottom            |                 | Whig            | Premier lord du Trésor Chancelier de l'Échiquier Leader de la Chambre des communes | Réorganise la Royal Navy ; adopte le calendrier grégorien ; contribue à la fin de la guerre de Succession d'Autriche ; révoltes jacobites en 1745. † : décède en fonction                                                  | [ 6 ] |
| 4        |                          | Thomas Pelham-Holles (1re fois) 1er duc de Newcastle-upon-Tyne                                         | 16 mars 1754                | 16 novembre 1756            | Newcastle I                      |                 | Whig            | Premier lord du Trésor Leader de la Chambre des lords                              | Engage la Grande-Bretagne dans la guerre de Sept Ans (1756-1763) contre la France et les Amérindiens en Amérique du Nord.                                                                                                  | [ 5 ] |
| 4        | 1754                     | Thomas Pelham-Holles (1re fois) 1er duc de Newcastle-upon-Tyne                                         |                             |                             | Newcastle I                      |                 | Whig            | Premier lord du Trésor Leader de la Chambre des lords                              | Engage la Grande-Bretagne dans la guerre de Sept Ans (1756-1763) contre la France et les Amérindiens en Amérique du Nord.                                                                                                  | [ 5 ] |
| 5        |                          | William Cavendish (1720-1764) 4e duc de Devonshire                                                     | 16 novembre 1756            | 25 juin 1757                | Devonshire/Pitt Intérimaire 1757 |                 | Whig            | Premier lord du Trésor Leader de la Chambre des lords                              | Le gouvernement est largement dirigé par William Pitt l'Ancien. | [ 5 ] |
| 5        | –                        | William Cavendish (1720-1764) 4e duc de Devonshire                                                     |                             |                             | Devonshire/Pitt Intérimaire 1757 |                 | Whig            | Premier lord du Trésor Leader de la Chambre des lords                              | Le gouvernement est largement dirigé par William Pitt l'Ancien. | [ 5 ] |
| (4)      |                          | Thomas Pelham-Holles (2e fois) 1er duc de Newcastle-upon-Tyne                                          | 2 juillet 1757              | 24 octobre 1760             | Newcastle II                     |                 | Whig            | Premier lord du Trésor Leader de la Chambre des lords                              | | [ 5 ] |
| (4)      | –                        | Thomas Pelham-Holles (2e fois) 1er duc de Newcastle-upon-Tyne                                          |                             |                             | Newcastle II                     |                 | Whig            | Premier lord du Trésor Leader de la Chambre des lords                              | | [ 5 ] |

### Règne deGeorge III(1760-1820)
| Portrait | Portrait           | Nom (naissance-mort) Titres | Dates du mandat — Élections | Dates du mandat — Élections | Gouvernement                              | Parti politique | Parti politique | Autres fonctions occupées pendant le mandat                                                                         | Notes, faits marquants | Réf.   |
| -------- | ------------------ | --- | --------------------------- | --------------------------- | ----------------------------------------- | --------------- | --------------- | --- | --- | ------ |
| (4)      |                    | Thomas Pelham-Holles (2e fois) (1693-1768) 1er duc de Newcastle-upon-Tyne                                                        | 25 octobre 1760             | 26 mai 1762                 | Newcastle II                              |                 | Whig            | Premier lord du Trésor Leader de la Chambre des lords                                                               | | [ 5 ]  |
| (4)      | 1761               | Thomas Pelham-Holles (2e fois) (1693-1768) 1er duc de Newcastle-upon-Tyne                                                        |                             |                             | Newcastle II                              |                 | Whig            | Premier lord du Trésor Leader de la Chambre des lords                                                               | | [ 5 ]  |
| 6        |                    | John Stuart (1713-1792) 3e comte de Bute                                                                                         | 26 mai 1762                 | 8 avril 1763                | Bute                                      |                 | Tory            | Premier lord du Trésor Leader de la Chambre des Lords                                                               | Premier Premier ministre écossais. Met fin à la domination politique des whigs ; traité de Paris (1763). Démissionne après les critiques véhémentes contre les concessions accordées par le traité de Paris. | [ 7 ]  |
| 6        | –                  | John Stuart (1713-1792) 3e comte de Bute                                                                                         |                             |                             | Bute                                      |                 | Tory            | Premier lord du Trésor Leader de la Chambre des Lords                                                               | Premier Premier ministre écossais. Met fin à la domination politique des whigs ; traité de Paris (1763). Démissionne après les critiques véhémentes contre les concessions accordées par le traité de Paris. | [ 7 ]  |
| 7        |                    | George Grenville (1712-1770) Député de Buckingham                                                                                | 16 avril 1763               | 13 juillet 1765             | Grenville                                 |                 | Whig            | Premier lord du Trésor Chancelier de l’Échiquier Leader de la Chambre des communes                                  | Lève brièvement un impôt pour l'expansion des colonies ; introduit l'inapplicable Stamp Act (1765) (une des causes de la Révolution américaine) ; Boston Tea Party (1773). | [ 8 ]  |
| 7        | –                  | George Grenville (1712-1770) Député de Buckingham                                                                                |                             |                             | Grenville                                 |                 | Whig            | Premier lord du Trésor Chancelier de l’Échiquier Leader de la Chambre des communes                                  | Lève brièvement un impôt pour l'expansion des colonies ; introduit l'inapplicable Stamp Act (1765) (une des causes de la Révolution américaine) ; Boston Tea Party (1773). | [ 8 ]  |
| 8        |                    | Charles Watson-Wentworth (1re fois) (1730-1782) 2e marquis de Rockingham                                                         | 13 juillet 1765             | 30 juillet 1766             | Rockingham I                              |                 | Whig            | Premier lord du Trésor Leader de la Chambre des lords                                                               | Abroge le controversé Stamp Act à cause des protestations des colons américains et des fabricants britanniques qui étaient aussi affectés ; introduit le Declaratory Act (1766). | [ 9 ]  |
| 8        | –                  | Charles Watson-Wentworth (1re fois) (1730-1782) 2e marquis de Rockingham                                                         |                             |                             | Rockingham I                              |                 | Whig            | Premier lord du Trésor Leader de la Chambre des lords                                                               | Abroge le controversé Stamp Act à cause des protestations des colons américains et des fabricants britanniques qui étaient aussi affectés ; introduit le Declaratory Act (1766). | [ 9 ]  |
| 9        |                    | William Pitt l'Ancien (1708-1778) 1er comte de Chatham                                                                           | 30 juillet 1766             | 14 octobre 1768             | Chatham                                   |                 | Whig            | Lord du Sceau Privé                                                                                                 | Est à l'origine de l'Empire britannique ; victoire contre la France au Canada lors de la guerre de Sept Ans. | [ 10 ] |
| 9        | –                  | William Pitt l'Ancien (1708-1778) 1er comte de Chatham                                                                           |                             |                             | Chatham                                   |                 | Whig            | Lord du Sceau Privé                                                                                                 | Est à l'origine de l'Empire britannique ; victoire contre la France au Canada lors de la guerre de Sept Ans. | [ 10 ] |
| 10       |                    | Augustus FitzRoy 3e duc de Grafton                                                                                               | 14 octobre 1768             | 28 janvier 1770             | Grafton                                   |                 | Whig            | Premier lord du Trésor Leader de la Chambre des lords                                                               | Tente une réconciliation avec les colonies américaines. | [ 11 ] |
| 10       | 1768               | Augustus FitzRoy 3e duc de Grafton                                                                                               |                             |                             | Grafton                                   |                 | Whig            | Premier lord du Trésor Leader de la Chambre des lords                                                               | Tente une réconciliation avec les colonies américaines. | [ 11 ] |
| 11       |                    | Frederick North (1732-1792) Député de Banbury                                                                                    | 28 janvier 1770             | 22 mars 1782                | North                                     |                 | Tory            | Premier lord du Trésor Chancelier de l’Échiquier Leader de la Chambre des communes                                  | Engage la Grande-Bretagne dans la Guerre d'indépendance des États-Unis ; émeutes anticatholiques (Gordon Riots). Démissionne après une motion de censure. | [ 12 ] |
| 11       | –                  | Frederick North (1732-1792) Député de Banbury                                                                                    |                             |                             | North                                     |                 | Tory            | Premier lord du Trésor Chancelier de l’Échiquier Leader de la Chambre des communes                                  | Engage la Grande-Bretagne dans la Guerre d'indépendance des États-Unis ; émeutes anticatholiques (Gordon Riots). Démissionne après une motion de censure. | [ 12 ] |
| (8)      |                    | Charles Watson-Wentworth (2e fois) (1730-1782) 2e marquis de Rockingham                                                          | 27 mars 1782                | 1er juillet 1782 †          | Rockingham II                             |                 | Whig            | Premier lord du Trésor Leader de la Chambre des lords                                                               | Indépendance des États-Unis (1783) ; commence un processus de réformes économiques. † : décède en fonction. | [ 5 ]  |
| (8)      | –                  | Charles Watson-Wentworth (2e fois) (1730-1782) 2e marquis de Rockingham                                                          |                             |                             | Rockingham II                             |                 | Whig            | Premier lord du Trésor Leader de la Chambre des lords                                                               | Indépendance des États-Unis (1783) ; commence un processus de réformes économiques. † : décède en fonction. | [ 5 ]  |
| 12       |                    | William Petty FitzMaurice (1737-1805) 2e comte de Shelburne                                                                      | 4 juillet 1782              | 2 avril 1783                | Shelburne                                 |                 | Whig            | Premier lord du Trésor Leader de la Chambre des lords                                                               | Premier Premier ministre irlandais. Réformes politiques ; sécurise la paix avec les États-Unis, la France et l'Espagne. | [ 5 ]  |
| 12       | –                  | William Petty FitzMaurice (1737-1805) 2e comte de Shelburne                                                                      |                             |                             | Shelburne                                 |                 | Whig            | Premier lord du Trésor Leader de la Chambre des lords                                                               | Premier Premier ministre irlandais. Réformes politiques ; sécurise la paix avec les États-Unis, la France et l'Espagne. | [ 5 ]  |
| 13       |                    | William Cavendish-Bentinck (1re fois) (1738-1809) 3e duc de Portland                                                             | 2 avril 1783                | 19 décembre 1783            | Fox-North (coalition)                     |                 | Whig            | Premier Lord du Trésor Leader de la Chambre des Lords                                                               | Tente de réformer la Compagnie des Indes orientales, mais en est empêché par George III. | [ 5 ]  |
| 13       | –                  | William Cavendish-Bentinck (1re fois) (1738-1809) 3e duc de Portland                                                             |                             |                             | Fox-North (coalition)                     |                 | Whig            | Premier Lord du Trésor Leader de la Chambre des Lords                                                               | Tente de réformer la Compagnie des Indes orientales, mais en est empêché par George III. | [ 5 ]  |
| 14       |                    | William Pitt le Jeune (1re fois) (1759-1806) Député de Appleby (jusqu'en 1784) Député de Cambridge University (à partir de 1784) | 19 décembre 1783            | 14 mars 1801                | Pitt le Jeune I                           |                 | Tory            | Premier lord du Trésor Chancelier de l’Échiquier Leader de la Chambre des communes                                  | Le plus jeune Premier ministre à ce jour. Réformes dans les colonies ; personnellement opposé à la traite d'esclaves ; tente de supprimer les bourgs pourris ; réduit la dette nationale conséquente à la rébellion dans les colonies d'Amérique du Nord ; forme la Triple-Alliance (1788) ; Acte constitutionnel (1791) ; Acte d'Union créant le Royaume-Uni de Grande-Bretagne et d'Irlande. | [ 13 ] |
| 14       | 1784, 1790 et 1796 | William Pitt le Jeune (1re fois) (1759-1806) Député de Appleby (jusqu'en 1784) Député de Cambridge University (à partir de 1784) |                             |                             | Pitt le Jeune I                           |                 | Tory            | Premier lord du Trésor Chancelier de l’Échiquier Leader de la Chambre des communes                                  | Le plus jeune Premier ministre à ce jour. Réformes dans les colonies ; personnellement opposé à la traite d'esclaves ; tente de supprimer les bourgs pourris ; réduit la dette nationale conséquente à la rébellion dans les colonies d'Amérique du Nord ; forme la Triple-Alliance (1788) ; Acte constitutionnel (1791) ; Acte d'Union créant le Royaume-Uni de Grande-Bretagne et d'Irlande. | [ 13 ] |
| 15       |                    | Henry Addington (1757-1844) Député de Devizes                                                                                    | 17 mars 1801                | 10 mai 1804                 | Addington                                 |                 | Tory            | Premier lord du Trésor Chancelier de l’Échiquier Leader de la Chambre des communes                                  | Négocie la paix d'Amiens (1802) avec la France. | [ 5 ]  |
| 15       | 1802               | Henry Addington (1757-1844) Député de Devizes                                                                                    |                             |                             | Addington                                 |                 | Tory            | Premier lord du Trésor Chancelier de l’Échiquier Leader de la Chambre des communes                                  | Négocie la paix d'Amiens (1802) avec la France. | [ 5 ]  |
| (14)     |                    | William Pitt le Jeune (2e fois) (1759-1806) Député de Cambridge University                                                       | 10 mai 1804                 | 23 janvier 1806 †           | Pitt le Jeune II                          |                 | Tory            | Premier lord du Trésor Chancelier de l’Échiquier Leader de la Chambre des communes                                  | Alliance avec la Russie, l'Autriche et la Suède contre la France en 1803 (Troisième Coalition) ; bataille de Trafalgar ; bataille d'Ulm ; bataille d’Austerlitz (1805). † : décède en fonction. | [ 5 ]  |
| (14)     | –                  | William Pitt le Jeune (2e fois) (1759-1806) Député de Cambridge University                                                       |                             |                             | Pitt le Jeune II                          |                 | Tory            | Premier lord du Trésor Chancelier de l’Échiquier Leader de la Chambre des communes                                  | Alliance avec la Russie, l'Autriche et la Suède contre la France en 1803 (Troisième Coalition) ; bataille de Trafalgar ; bataille d'Ulm ; bataille d’Austerlitz (1805). † : décède en fonction. | [ 5 ]  |
| 16       |                    | William Grenville (1759-1834) 1er baron Grenville                                                                                | 11 février 1806             | 31 mars 1807                | Ministère de tous les talents (coalition) |                 | Whig            | Premier lord du Trésor Leader de la Chambre des lords                                                               | Abolition de la traite des esclaves. | [ 5 ]  |
| 16       | 1806               | William Grenville (1759-1834) 1er baron Grenville                                                                                |                             |                             | Ministère de tous les talents (coalition) |                 | Whig            | Premier lord du Trésor Leader de la Chambre des lords                                                               | Abolition de la traite des esclaves. | [ 5 ]  |
| (13)     |                    | William Cavendish-Bentinck (2e fois) (1738-1809) 3e duc de Portland                                                              | 31 mars 1807                | 4 octobre 1809              | Portland II                               |                 | Whig            | Premier lord du Trésor                                                                                              | À la tête d'un gouvernement tory Étant vieux et malade, le cabinet est dominé par Spencer Perceval. | [ 5 ]  |
| (13)     | 1807               | William Cavendish-Bentinck (2e fois) (1738-1809) 3e duc de Portland                                                              |                             |                             | Portland II                               |                 | Whig            | Premier lord du Trésor                                                                                              | À la tête d'un gouvernement tory Étant vieux et malade, le cabinet est dominé par Spencer Perceval. | [ 5 ]  |
| 17       |                    | Spencer Perceval (1762-1812) Député de Northampton                                                                               | 4 octobre 1809              | 11 mai 1812 †               | Perceval                                  |                 | Tory            | Premier lord du Trésor Chancelier de l’Échiquier Leader de la Chambre des communes Chancelier du duché de Lancaster | George III devient fou : période de régence par son fils, le futur George IV ; guerre d'indépendance espagnole (1808-1814). † : seul Premier ministre à être assassiné. | [ 14 ] |
| 17       | –                  | Spencer Perceval (1762-1812) Député de Northampton                                                                               |                             |                             | Perceval                                  |                 | Tory            | Premier lord du Trésor Chancelier de l’Échiquier Leader de la Chambre des communes Chancelier du duché de Lancaster | George III devient fou : période de régence par son fils, le futur George IV ; guerre d'indépendance espagnole (1808-1814). † : seul Premier ministre à être assassiné. | [ 14 ] |
| 18       |                    | Robert Jenkinson (1770-1828) 2e comte de Liverpool                                                                               | 8 juin 1812                 | 28 janvier 1820             | Liverpool                                 |                 | Tory            | Premier lord du Trésor Leader de la Chambre des lords                                                               | Victoire générale du Royaume-Uni dans les guerres napoléoniennes (1805-1815) ; congrès de Vienne (1814-1815) ; récession économique de 1817 ; guerre anglo-américaine de 1812 ; massacre de Peterloo (1819). | [ 15 ] |
| 18       | 1812 et 1818       | Robert Jenkinson (1770-1828) 2e comte de Liverpool                                                                               |                             |                             | Liverpool                                 |                 | Tory            | Premier lord du Trésor Leader de la Chambre des lords                                                               | Victoire générale du Royaume-Uni dans les guerres napoléoniennes (1805-1815) ; congrès de Vienne (1814-1815) ; récession économique de 1817 ; guerre anglo-américaine de 1812 ; massacre de Peterloo (1819). | [ 15 ] |

### Règnes deGeorge IV(1820-1830) etGuillaume IV(1830-1837)
| Portrait | Portrait           | Nom (naissance-mort) Titres                                   | Dates du mandat — Élections | Dates du mandat — Élections | Gouvernement  | Parti politique | Parti politique                      | Autres fonctions occupées pendant le mandat | Notes, faits marquants | Réf.   |
| -------- | ------------------ | ------------------------------------------------------------- | --------------------------- | --------------------------- | ------------- | --------------- | ------------------------------------ | --- | --- | ------ |
| 18       |                    | Robert Jenkinson (1770-1828) 2e comte de Liverpool            | 29 janvier 1820             | 9 avril 1827                | Liverpool     |                 | Tory                                 | Premier lord du Trésor Leader de la Chambre des lords | conspiration de Cato Street pour assassiner Liverpool (1820).                                                                                  | [ 15 ] |
| 18       | 1818, 1820 et 1826 | Robert Jenkinson (1770-1828) 2e comte de Liverpool            |                             |                             | Liverpool     |                 | Tory                                 | Premier lord du Trésor Leader de la Chambre des lords | conspiration de Cato Street pour assassiner Liverpool (1820).                                                                                  | [ 15 ] |
| 19       |                    | George Canning (1770-1827) Député de Seaford                  | 10 avril 1827               | 8 août 1827 †               | Canning       |                 | Tory                                 | Premier lord du Trésor Chancelier de l’Échiquier Leader de la Chambre des communes                                                                                            | † : décède en fonction, peu de temps après sa nomination.                                                                                      | [ 5 ]  |
| 19       | –                  | George Canning (1770-1827) Député de Seaford                  |                             |                             | Canning       |                 | Tory                                 | Premier lord du Trésor Chancelier de l’Échiquier Leader de la Chambre des communes                                                                                            | † : décède en fonction, peu de temps après sa nomination.                                                                                      | [ 5 ]  |
| 20       |                    | Frederick John Robinson (1782-1859) 1er vicomte Goderich      | 31 août 1827                | 21 janvier 1828             | Goderich      |                 | Tory                                 | Premier lord du Trésor Leader de la Chambre des lords | N'a pas le soutien du Parlement et démissionne.                                                                                                | [ 5 ]  |
| 20       | –                  | Frederick John Robinson (1782-1859) 1er vicomte Goderich      |                             |                             | Goderich      |                 | Tory                                 | Premier lord du Trésor Leader de la Chambre des lords | N'a pas le soutien du Parlement et démissionne.                                                                                                | [ 5 ]  |
| 21       |                    | Arthur Wellesley (1re fois) (1769-1852) 1er duc de Wellington | 22 janvier 1828             | 16 novembre 1830            | Wellington I  |                 | Tory                                 | Premier lord du Trésor Leader de la Chambre des lords | Loi de 1828 sur l'émancipation des catholiques.                                                                                                | [ 5 ]  |
| 21       | 1830               | Arthur Wellesley (1re fois) (1769-1852) 1er duc de Wellington |                             |                             | Wellington I  |                 | Tory                                 | Premier lord du Trésor Leader de la Chambre des lords | Loi de 1828 sur l'émancipation des catholiques.                                                                                                | [ 5 ]  |
| 22       |                    | Charles Grey (1764-1845) 2e comte Grey                        | 22 novembre 1830            | 9 juillet 1834              | Grey          |                 | Whig (devient parti libéral en 1830) | Premier lord du Trésor Leader de la Chambre des lords | Reform Act (1832) ; Swing riots (1830) ; restriction du travail des enfants ; abolition de l'esclavage au sein de l'Empire britannique (1833). | [ 16 ] |
| 22       | 1831 et 1832       | Charles Grey (1764-1845) 2e comte Grey                        |                             |                             | Grey          |                 | Whig (devient parti libéral en 1830) | Premier lord du Trésor Leader de la Chambre des lords | Reform Act (1832) ; Swing riots (1830) ; restriction du travail des enfants ; abolition de l'esclavage au sein de l'Empire britannique (1833). | [ 16 ] |
| 23       |                    | William Lamb (1re fois) (1779-1848) 2e vicomte Melbourne      | 16 juillet 1834             | 14 novembre 1834            | Melbourne I   |                 | Whig                                 | Premier lord du Trésor Leader de la Chambre des lords | Démission forcée par l'opposition du roi Guillaume IV.                                                                                         | [ 17 ] |
| 23       | –                  | William Lamb (1re fois) (1779-1848) 2e vicomte Melbourne      |                             |                             | Melbourne I   |                 | Whig                                 | Premier lord du Trésor Leader de la Chambre des lords | Démission forcée par l'opposition du roi Guillaume IV.                                                                                         | [ 17 ] |
| (21)     |                    | Arthur Wellesley (2e fois) (1769-1852) 1er duc de Wellington  | 14 novembre 1834            | 10 décembre 1834            | Wellington II |                 | Tory                                 | Premier lord du Trésor Secrétaire d'État à l'Intérieur Secrétaire d'État des Affaires étrangères Secrétaire d'État à la Guerre et aux Colonies Leader de la Chambre des lords | Gouvernement intérimaire alors que sir Robert Peel est rappelé à Londres.                                                                      | [ 18 ] |
| (21)     | –                  | Arthur Wellesley (2e fois) (1769-1852) 1er duc de Wellington  |                             |                             | Wellington II |                 | Tory                                 | Premier lord du Trésor Secrétaire d'État à l'Intérieur Secrétaire d'État des Affaires étrangères Secrétaire d'État à la Guerre et aux Colonies Leader de la Chambre des lords | Gouvernement intérimaire alors que sir Robert Peel est rappelé à Londres.                                                                      | [ 18 ] |
| 24       |                    | Robert Peel (1re fois) (1769-1852) Député de Tamworth         | 10 décembre 1834            | 8 avril 1835                | Peel I        |                 | Conservateur                         | Premier lord du Trésor Chancelier de l’Échiquier Leader de la Chambre des communes                                                                                            | § : gouvernement minoritaire. Démissionne devant l'impossibilité de former une majorité.                                                       | [ 19 ] |
| 24       | 1835 (§)           | Robert Peel (1re fois) (1769-1852) Député de Tamworth         |                             |                             | Peel I        |                 | Conservateur                         | Premier lord du Trésor Chancelier de l’Échiquier Leader de la Chambre des communes                                                                                            | § : gouvernement minoritaire. Démissionne devant l'impossibilité de former une majorité.                                                       | [ 19 ] |
| (23)     |                    | William Lamb (2e fois) (1779-1848) 2e vicomte Melbourne       | 8 avril 1835                | 19 juin 1838                | Melbourne II  |                 | Whig                                 | Premier lord du Trésor Leader de la Chambre des lords | Mentor de la reine Victoria. | [ 20 ] |
| (23)     | 1835 et 1837       | William Lamb (2e fois) (1779-1848) 2e vicomte Melbourne       |                             |                             | Melbourne II  |                 | Whig                                 | Premier lord du Trésor Leader de la Chambre des lords | Mentor de la reine Victoria. | [ 20 ] |

### Règne deVictoria(1837-1901)
| Portrait | Portrait     | Nom (naissance-mort) Titres | Dates du mandat — Élections | Dates du mandat — Élections | Gouvernement  | Parti politique | Parti politique                      | Autres fonctions occupées pendant le mandat | Notes, faits marquants | Réf.   |
| -------- | ------------ | --- | --------------------------- | --------------------------- | ------------- | --------------- | ------------------------------------ | --- | --- | ------ |
| (23)     |              | William Lamb (2e fois) (1779-1848) 2e vicomte Melbourne                                                                        | 20 juin 1838                | 30 août 1841                | Melbourne II  |                 | Whig                                 | Premier lord du Trésor Leader de la Chambre des lords                                                                                           | Mentor de la reine Victoria | [ 20 ] |
| (23)     | 1837         | William Lamb (2e fois) (1779-1848) 2e vicomte Melbourne                                                                        |                             |                             | Melbourne II  |                 | Whig                                 | Premier lord du Trésor Leader de la Chambre des lords                                                                                           | Mentor de la reine Victoria | [ 20 ] |
| (24)     |              | Robert Peel (2e fois) (1769-1852) Député de Tamworth                                                                           | 30 août 1841                | 29 juin 1846                | Peel II       |                 | Conservateur                         | Premier lord du Trésor Leader de la Chambre des communes                                                                                        | Réintroduction de l'impôt sur le revenu ; suppression des Corn Laws (1846) dans le contexte de la Grande Famine en Irlande (1845-1848). | [ 21 ] |
| (24)     | 1841         | Robert Peel (2e fois) (1769-1852) Député de Tamworth                                                                           |                             |                             | Peel II       |                 | Conservateur                         | Premier lord du Trésor Leader de la Chambre des communes                                                                                        | Réintroduction de l'impôt sur le revenu ; suppression des Corn Laws (1846) dans le contexte de la Grande Famine en Irlande (1845-1848). | [ 21 ] |
| 25       |              | John Russell (1re fois) (1792-1878) Député de City of London                                                                   | 30 juin 1846                | 21 février 1852             | Russell I     |                 | Whig                                 | Premier lord du Trésor Leader de la Chambre des communes                                                                                        | § : gouvernement minoritaire, mais les whigs gardent le pouvoir grâce à la rupture entre les conservateurs et les peelites. Incident Don Pacifico (1850) ; démonstrations chartistes ; Exposition universelle de 1851 ; application des Poor Laws. | [ 22 ] |
| 25       | 1847 (§)     | John Russell (1re fois) (1792-1878) Député de City of London                                                                   |                             |                             | Russell I     |                 | Whig                                 | Premier lord du Trésor Leader de la Chambre des communes                                                                                        | § : gouvernement minoritaire, mais les whigs gardent le pouvoir grâce à la rupture entre les conservateurs et les peelites. Incident Don Pacifico (1850) ; démonstrations chartistes ; Exposition universelle de 1851 ; application des Poor Laws. | [ 22 ] |
| 26       |              | Edward Smith-Stanley (1re fois) (1799-1869) 14e comte de Derby                                                                 | 23 février 1852             | 17 décembre 1852            | Derby I       |                 | Conservateur                         | Premier lord du Trésor Leader de la Chambre des lords                                                                                           | Chute du gouvernement lorsque le chancelier de l'Échiquier démissionne. | [ 23 ] |
| 26       | 1852         | Edward Smith-Stanley (1re fois) (1799-1869) 14e comte de Derby                                                                 |                             |                             | Derby I       |                 | Conservateur                         | Premier lord du Trésor Leader de la Chambre des lords                                                                                           | Chute du gouvernement lorsque le chancelier de l'Échiquier démissionne. | [ 23 ] |
| 27       |              | George Hamilton-Gordon (1784–1860) 4e comte d’Aberdeen                                                                         | 19 décembre 1852            | 30 janvier 1855             | Aberdeen      |                 | Conservateur                         | Premier lord du Trésor Leader de la Chambre des lords                                                                                           | Engage le pays dans la guerre de Crimée (1853-1856). Démissionne après le vote d'une enquête sur l'engagement dans la guerre. | [ 24 ] |
| 27       | –            | George Hamilton-Gordon (1784–1860) 4e comte d’Aberdeen                                                                         |                             |                             | Aberdeen      |                 | Conservateur                         | Premier lord du Trésor Leader de la Chambre des lords                                                                                           | Engage le pays dans la guerre de Crimée (1853-1856). Démissionne après le vote d'une enquête sur l'engagement dans la guerre. | [ 24 ] |
| 28       |              | Henry John Temple (1re fois) (1784-1865) 3e vicomte Palmerston Député de Tiverton                                              | 6 février 1855              | 19 février 1858             | Palmerston I  |                 | Whig                                 | Premier lord du Trésor Leader de la Chambre des communes                                                                                        | Réagit à la révolte des cipayes (1857) ; propose le Government of India Act. | [ 25 ] |
| 28       | 1857         | Henry John Temple (1re fois) (1784-1865) 3e vicomte Palmerston Député de Tiverton                                              |                             |                             | Palmerston I  |                 | Whig                                 | Premier lord du Trésor Leader de la Chambre des communes                                                                                        | Réagit à la révolte des cipayes (1857) ; propose le Government of India Act. | [ 25 ] |
| (26)     |              | Edward Smith-Stanley (2e fois) (1799-1869) 14e comte de Derby                                                                  | 20 février 1858             | 11 juin 1859                | Derby II      |                 | Conservateur                         | Premier lord du Trésor Leader de la Chambre des lords                                                                                           | Application du Government of India Act qui crée le Raj britannique en transférant le contrôle de l'Inde de la Compagnie des Indes orientales à la Couronne ; Jews Relief Act, autorisant les juifs à devenir députés. | [ 26 ] |
| (26)     | –            | Edward Smith-Stanley (2e fois) (1799-1869) 14e comte de Derby                                                                  |                             |                             | Derby II      |                 | Conservateur                         | Premier lord du Trésor Leader de la Chambre des lords                                                                                           | Application du Government of India Act qui crée le Raj britannique en transférant le contrôle de l'Inde de la Compagnie des Indes orientales à la Couronne ; Jews Relief Act, autorisant les juifs à devenir députés. | [ 26 ] |
| (28)     |              | Henry John Temple (2e fois) (1784-1865) 3e vicomte Palmerston Député de Tiverton                                               | 12 juin 1859                | 18 octobre 1865 †           | Palmerston II |                 | Libéral                              | Premier lord du Trésor Leader de la Chambre des communes                                                                                        | Fonde le Parti libéral entre ses deux mandats de Premier ministre. Guerre de Sécession (1861-1865) ; pénurie de coton du Lancashire à la suite de l'arrêt des importations depuis l'Amérique. † : décède en fonctions. | [ 27 ] |
| (28)     | 1859 et 1865 | Henry John Temple (2e fois) (1784-1865) 3e vicomte Palmerston Député de Tiverton                                               |                             |                             | Palmerston II |                 | Libéral                              | Premier lord du Trésor Leader de la Chambre des communes                                                                                        | Fonde le Parti libéral entre ses deux mandats de Premier ministre. Guerre de Sécession (1861-1865) ; pénurie de coton du Lancashire à la suite de l'arrêt des importations depuis l'Amérique. † : décède en fonctions. | [ 27 ] |
| (25)     |              | John Russell (2e fois) (1792-1878) 1er comte Russell                                                                           | 29 octobre 1865             | 26 juin 1866                | Russell II    |                 | Libéral                              | Premier lord du Trésor Leader de la Chambre des lords                                                                                           | Tente de proposer le futur Reform Act mais opposition de son cabinet. | [ 28 ] |
| (25)     | –            | John Russell (2e fois) (1792-1878) 1er comte Russell                                                                           |                             |                             | Russell II    |                 | Libéral                              | Premier lord du Trésor Leader de la Chambre des lords                                                                                           | Tente de proposer le futur Reform Act mais opposition de son cabinet. | [ 28 ] |
| (26)     |              | Edward Smith-Stanley (3e fois) (1799-1869) 14e comte de Derby                                                                  | 26 juin 1866                | 25 février 1868             | Derby III     |                 | Conservateur                         | Premier lord du Trésor Leader de la Chambre des lords                                                                                           | Reform Act (1867) ; considéré comme le père du Parti conservateur moderne. | [ 29 ] |
| (26)     | –            | Edward Smith-Stanley (3e fois) (1799-1869) 14e comte de Derby                                                                  |                             |                             | Derby III     |                 | Conservateur                         | Premier lord du Trésor Leader de la Chambre des lords                                                                                           | Reform Act (1867) ; considéré comme le père du Parti conservateur moderne. | [ 29 ] |
| 29       |              | Benjamin Disraeli (1re fois) (1804-1881) Député de Buckinghamshire                                                             | 27 février 1868             | 1er décembre 1868           | Disraeli I    |                 | Conservateur                         | Premier lord du Trésor Leader de la Chambre des communes                                                                                        | Premier Premier ministre d'origine juive (converti à l'anglicanisme). Dissout le Parlement car les conservateurs n'ont pas la majorité. | [ 30 ] |
| 29       | –            | Benjamin Disraeli (1re fois) (1804-1881) Député de Buckinghamshire                                                             |                             |                             | Disraeli I    |                 | Conservateur                         | Premier lord du Trésor Leader de la Chambre des communes                                                                                        | Premier Premier ministre d'origine juive (converti à l'anglicanisme). Dissout le Parlement car les conservateurs n'ont pas la majorité. | [ 30 ] |
| 30       |              | William Ewart Gladstone (1re fois) (1809-1898) Député de Greenwich                                                             | 3 décembre 1868             | 17 février 1874             | Gladstone I   |                 | Whig (devient parti libéral en 1830) | Premier lord du Trésor Leader de la Chambre des communes Chancelier de l’Échiquier (1873-1874)                                                  | Réformes de la British Army, du Civil Service et du gouvernement local ; réformes en Irlande ; réformes sur l'éducation et le travail ; échoue à empêcher la guerre franco-prussienne (1870-1871). | [ 31 ] |
| 30       | 1868         | William Ewart Gladstone (1re fois) (1809-1898) Député de Greenwich                                                             |                             |                             | Gladstone I   |                 | Whig (devient parti libéral en 1830) | Premier lord du Trésor Leader de la Chambre des communes Chancelier de l’Échiquier (1873-1874)                                                  | Réformes de la British Army, du Civil Service et du gouvernement local ; réformes en Irlande ; réformes sur l'éducation et le travail ; échoue à empêcher la guerre franco-prussienne (1870-1871). | [ 31 ] |
| (29)     |              | Benjamin Disraeli (2e fois) (1804-1881) Député de Buckinghamshire (jusqu'en 1876) 1er comte de Beaconsfield (à partir de 1876) | 20 février 1874             | 21 avril 1880               | Disraeli II   |                 | Conservateur                         | Premier lord du Trésor Leader de la Chambre des communes (1874-1876) Lord du sceau privé (1876-1878) Leader de la Chambre des lords (1876-1880) | Réformes sociales ; achète des parts de Suez ; Congrès de Berlin (1878) ; réintroduction de la reine Victoria à la vie publique, lui accordant le titre d'impératrice des Indes ; seconde guerre anglo-afghane (1878-1880) ; fin de l'« Entente des Trois Empereurs » (1871-1875) ; guerre anglo-zouloue (1879) ; début de la Grande Dépression de 1873. | [ 32 ] |
| (29)     | 1874         | Benjamin Disraeli (2e fois) (1804-1881) Député de Buckinghamshire (jusqu'en 1876) 1er comte de Beaconsfield (à partir de 1876) |                             |                             | Disraeli II   |                 | Conservateur                         | Premier lord du Trésor Leader de la Chambre des communes (1874-1876) Lord du sceau privé (1876-1878) Leader de la Chambre des lords (1876-1880) | Réformes sociales ; achète des parts de Suez ; Congrès de Berlin (1878) ; réintroduction de la reine Victoria à la vie publique, lui accordant le titre d'impératrice des Indes ; seconde guerre anglo-afghane (1878-1880) ; fin de l'« Entente des Trois Empereurs » (1871-1875) ; guerre anglo-zouloue (1879) ; début de la Grande Dépression de 1873. | [ 32 ] |
| (30)     |              | William Ewart Gladstone (2e fois) (1809-1898) Député de Midlothian                                                             | 23 avril 1880               | 9 juin 1885                 | Gladstone II  |                 | Libéral                              | Premier lord du Trésor Leader de la Chambre des communes Chancelier de l’Échiquier (1880-1882)                                                  | Première guerre des Boers (1880-1881) ; Irish Coercion Acts ; l'expédition du Nil pour relever Khartoum échoue et le général Gordon est assassiné (1885). | [ 33 ] |
| (30)     | 1880         | William Ewart Gladstone (2e fois) (1809-1898) Député de Midlothian                                                             |                             |                             | Gladstone II  |                 | Libéral                              | Premier lord du Trésor Leader de la Chambre des communes Chancelier de l’Échiquier (1880-1882)                                                  | Première guerre des Boers (1880-1881) ; Irish Coercion Acts ; l'expédition du Nil pour relever Khartoum échoue et le général Gordon est assassiné (1885). | [ 33 ] |
| 31       |              | Robert Gascoyne-Cecil (1re fois) (1830-1903) 3e marquis de Salisbury                                                           | 23 juin 1885                | 28 janvier 1886             | Salisbury I   |                 | Conservateur                         | Secrétaire d'État des Affaires étrangères Leader de la Chambre des lords                                                                        | § : gouvernement minoritaire. Lois sur les conditions de logement de la classe ouvrière. Second Premier ministre à ne pas occuper la fonction de premier lord du Trésor. | [ 34 ] |
| 31       | 1885 (§)     | Robert Gascoyne-Cecil (1re fois) (1830-1903) 3e marquis de Salisbury                                                           |                             |                             | Salisbury I   |                 | Conservateur                         | Secrétaire d'État des Affaires étrangères Leader de la Chambre des lords                                                                        | § : gouvernement minoritaire. Lois sur les conditions de logement de la classe ouvrière. Second Premier ministre à ne pas occuper la fonction de premier lord du Trésor. | [ 34 ] |
| (30)     |              | William Ewart Gladstone (3e fois) (1809-1898) Député de Midlothian                                                             | 1er février 1886            | 20 juillet 1886             | Gladstone III |                 | Libéral                              | Premier lord du Trésor Lord du sceau privé Leader de la Chambre des communes                                                                    | Première proposition de Home Rule pour l'Irlande qui divise le Parti libéral, et met fin au gouvernement. | [ 35 ] |
| –        |              | William Ewart Gladstone (3e fois) (1809-1898) Député de Midlothian                                                             |                             |                             | Gladstone III |                 | Libéral                              | Premier lord du Trésor Lord du sceau privé Leader de la Chambre des communes                                                                    | Première proposition de Home Rule pour l'Irlande qui divise le Parti libéral, et met fin au gouvernement. | [ 35 ] |
| (31)     |              | Robert Gascoyne-Cecil (2e fois) (1830-1903) 3e marquis de Salisbury                                                            | 25 juillet 1886             | 11 août 1892                | Salisbury II  |                 | Conservateur                         | Leader de la Chambre des lords Premier lord du Trésor (1886-1887) Secrétaire d'État des Affaires étrangères                                     | Opposé au Home Rule ; partage de l'Afrique ; création de la Rhodésie. | [ 36 ] |
| (31)     | 1886         | Robert Gascoyne-Cecil (2e fois) (1830-1903) 3e marquis de Salisbury                                                            |                             |                             | Salisbury II  |                 | Conservateur                         | Leader de la Chambre des lords Premier lord du Trésor (1886-1887) Secrétaire d'État des Affaires étrangères                                     | Opposé au Home Rule ; partage de l'Afrique ; création de la Rhodésie. | [ 36 ] |
| (30)     |              | William Ewart Gladstone (4e fois) (1809-1898) Député de Midlothian                                                             | 15 août 1892                | 2 mars 1894                 | Gladstone IV  |                 | Libéral                              | Premier lord du Trésor Lord du sceau privé Leader de la Chambre des communes                                                                    | § : gouvernement minoritaire. Nouvelle proposition du Home Rule, adopté par la Chambre des communes mais rejeté par la Chambre des lords, entraînant sa démission. | [ 37 ] |
| (30)     | 1892 (§)     | William Ewart Gladstone (4e fois) (1809-1898) Député de Midlothian                                                             |                             |                             | Gladstone IV  |                 | Libéral                              | Premier lord du Trésor Lord du sceau privé Leader de la Chambre des communes                                                                    | § : gouvernement minoritaire. Nouvelle proposition du Home Rule, adopté par la Chambre des communes mais rejeté par la Chambre des lords, entraînant sa démission. | [ 37 ] |
| 32       |              | Archibald Primrose (1847-1929) 5e comte de Rosebery                                                                            | 5 mars 1894                 | 22 juin 1895                | Rosebery      |                 | Libéral                              | Premier lord du Trésor Lord président du Conseil Leader de la Chambre des lords                                                                 | Impérialiste ; ses projets d'expansion de la Royal Navy causent des dissensions au sein du Parti libéral. Démissionne à la suite du vote de censure sur les ravitaillements militaires. | [ 38 ] |
| 32       | –            | Archibald Primrose (1847-1929) 5e comte de Rosebery                                                                            |                             |                             | Rosebery      |                 | Libéral                              | Premier lord du Trésor Lord président du Conseil Leader de la Chambre des lords                                                                 | Impérialiste ; ses projets d'expansion de la Royal Navy causent des dissensions au sein du Parti libéral. Démissionne à la suite du vote de censure sur les ravitaillements militaires. | [ 38 ] |
| (31)     |              | Robert Gascoyne-Cecil (3e fois) (1830-1903) 3e marquis de Salisbury                                                            | 25 juin 1895                | 21 janvier 1901             | Salisbury III |                 | Conservateur                         | Leader de la Chambre des lords Secrétaire d'État des Affaires étrangères (1895-1900) Lord du sceau privé (1900-1902)                            | Bombardement de Zanzibar (1896) ; seconde guerre des Boers (1899-1902) | [ 39 ] |
| (31)     | 1900         | Robert Gascoyne-Cecil (3e fois) (1830-1903) 3e marquis de Salisbury                                                            |                             |                             | Salisbury III |                 | Conservateur                         | Leader de la Chambre des lords Secrétaire d'État des Affaires étrangères (1895-1900) Lord du sceau privé (1900-1902)                            | Bombardement de Zanzibar (1896) ; seconde guerre des Boers (1899-1902) | [ 39 ] |

### Règnes d'Édouard VII(1901-1910) et deGeorge V(1910-1936)
| Portrait | Portrait                        | Nom (naissance-mort) Titres                                         | Dates du mandat — Élections                             | Dates du mandat — Élections | Gouvernement             | Parti politique       | Parti politique                                          | Autres fonctions occupées pendant le mandat | Notes, faits marquants | Réf.   |
| -------- | ------------------------------- | ------------------------------------------------------------------- | ------------------------------------------------------- | --------------------------- | ------------------------ | --------------------- | -------------------------------------------------------- | --- | --- | ------ |
| (31)     |                                 | Robert Gascoyne-Cecil (3e fois) (1830-1903) 3e marquis de Salisbury | 22 janvier 1901                                         | 11 juillet 1902             | Salisbury III            |                       | Conservateur                                             | Leader de la Chambre des lords Lord du sceau privé (1900-1902) | seconde guerre des Boers (1899-1902) ; alliance anglo-japonaise (1902). Dernier Premier ministre à siéger à la Chambre des lords. | [ 39 ] |
| (31)     | 1900                            | Robert Gascoyne-Cecil (3e fois) (1830-1903) 3e marquis de Salisbury |                                                         |                             | Salisbury III            |                       | Conservateur                                             | Leader de la Chambre des lords Lord du sceau privé (1900-1902) | seconde guerre des Boers (1899-1902) ; alliance anglo-japonaise (1902). Dernier Premier ministre à siéger à la Chambre des lords. | [ 39 ] |
| 33       |                                 | Arthur Balfour (1848-1930) Député de Manchester East                | 11 juillet 1902                                         | 5 décembre 1905             | Balfour (coalition)      |                       | Conservateur                                             | Premier lord du Trésor Leader de la Chambre des communes | Il forme un gouvernement de coalition unioniste avec les conservateurs et les libéraux. Il entretient de mauvaises relations avec Édouard VII ; création du Comité de Défense impériale (1902) ; Entente cordiale (1904). | [ 5 ]  |
| 33       | –                               | Arthur Balfour (1848-1930) Député de Manchester East                |                                                         |                             | Balfour (coalition)      |                       | Conservateur                                             | Premier lord du Trésor Leader de la Chambre des communes | Il forme un gouvernement de coalition unioniste avec les conservateurs et les libéraux. Il entretient de mauvaises relations avec Édouard VII ; création du Comité de Défense impériale (1902) ; Entente cordiale (1904). | [ 5 ]  |
| 34       |                                 | Henry Campbell-Bannerman (1836-1908) Député de Stirling Burghs      | 5 décembre 1905                                         | 3 avril 1908                | Campbell-Bannerman       |                       | Libéral                                                  | Premier lord du Trésor Leader de la Chambre des communes | Le Parlement reconnaît pour la première fois le titre de Premier ministre. Restauration de l'autonomie du Transvaal et de l'État libre d'Orange ; entente anglo-russe (1907). Démissionne pour raisons de santé, décède dix-neuf jours plus tard au numéro 10 Downing Street.                                                                                              | [ 5 ]  |
| 34       | 1906                            | Henry Campbell-Bannerman (1836-1908) Député de Stirling Burghs      |                                                         |                             | Campbell-Bannerman       |                       | Libéral                                                  | Premier lord du Trésor Leader de la Chambre des communes | Le Parlement reconnaît pour la première fois le titre de Premier ministre. Restauration de l'autonomie du Transvaal et de l'État libre d'Orange ; entente anglo-russe (1907). Démissionne pour raisons de santé, décède dix-neuf jours plus tard au numéro 10 Downing Street.                                                                                              | [ 5 ]  |
| 35       |                                 | Herbert Henry Asquith (1852-1928) Député d'East Fife                | 8 avril 1908                                            | 25 mai 1915                 | Asquith I                |                       | Libéral                                                  | Premier lord du Trésor Leader de la Chambre des communes Secrétaire d’État à la Guerre (1914) | § : Sans majorité au Parlement, il forme en 1915, après la défaite de Gallipoli, une coalition entre les conservateurs et les libéraux. Réformes libérales ; suffragettes (1908) ; Première Guerre mondiale (1914-1918) ; insurrection de Pâques (1916). | [ 5 ]  |
| 35       | 25 mai 1915                     | Herbert Henry Asquith (1852-1928) Député d'East Fife                | 5 décembre 1916                                         | Asquith II (coalition)      |                          |                       | Libéral                                                  | Premier lord du Trésor Leader de la Chambre des communes Secrétaire d’État à la Guerre (1914) | § : Sans majorité au Parlement, il forme en 1915, après la défaite de Gallipoli, une coalition entre les conservateurs et les libéraux. Réformes libérales ; suffragettes (1908) ; Première Guerre mondiale (1914-1918) ; insurrection de Pâques (1916). | [ 5 ]  |
| 35       | Janv. 1910 (§) et Déc. 1910 (§) | Herbert Henry Asquith (1852-1928) Député d'East Fife                |                                                         |                             |                          |                       | Libéral                                                  | Premier lord du Trésor Leader de la Chambre des communes Secrétaire d’État à la Guerre (1914) | § : Sans majorité au Parlement, il forme en 1915, après la défaite de Gallipoli, une coalition entre les conservateurs et les libéraux. Réformes libérales ; suffragettes (1908) ; Première Guerre mondiale (1914-1918) ; insurrection de Pâques (1916). | [ 5 ]  |
| 36       |                                 | David Lloyd George (1863-1945) Député de Caernarfon                 | 6 décembre 1916                                         | 19 octobre 1922             | Lloyd George (coalition) |                       | Libéral                                                  | Premier lord du Trésor | Seul Premier ministre dont la langue maternelle n'est pas l'anglais (gallois). Fin de la Première Guerre mondiale (1918) ; adoption de suffrage universel, pour tous les hommes de 21 ans et plus et toutes les femmes de 30 ans et plus (1918) ; conférence de paix de Paris (1919) ; tente d'étendre la conscription à l'Irlande pendant la PGM ; affaire Chanak (1922). | [ 40 ] |
| 36       | 1918                            | David Lloyd George (1863-1945) Député de Caernarfon                 |                                                         |                             | Lloyd George (coalition) |                       | Libéral                                                  | Premier lord du Trésor | Seul Premier ministre dont la langue maternelle n'est pas l'anglais (gallois). Fin de la Première Guerre mondiale (1918) ; adoption de suffrage universel, pour tous les hommes de 21 ans et plus et toutes les femmes de 30 ans et plus (1918) ; conférence de paix de Paris (1919) ; tente d'étendre la conscription à l'Irlande pendant la PGM ; affaire Chanak (1922). | [ 40 ] |
| 37       |                                 | Andrew Bonar Law (1858-1923) Député de Glasgow Central              | 23 octobre 1922                                         | 20 mai 1923                 | Bonar Law                |                       | Conservateur                                             | Premier lord du Trésor Leader de la Chambre des communes | Premier Premier ministre né hors des îles Britanniques (Canada). Devient Premier ministre à la suite de la décision des conservateurs prise à la réunion du Carlton Club pour se retirer de la coalition de Lloyd George. Démissionne pour raisons de santé, décède six mois plus tard.                                                                                    | [ 41 ] |
| 37       | 1922                            | Andrew Bonar Law (1858-1923) Député de Glasgow Central              |                                                         |                             | Bonar Law                |                       | Conservateur                                             | Premier lord du Trésor Leader de la Chambre des communes | Premier Premier ministre né hors des îles Britanniques (Canada). Devient Premier ministre à la suite de la décision des conservateurs prise à la réunion du Carlton Club pour se retirer de la coalition de Lloyd George. Démissionne pour raisons de santé, décède six mois plus tard.                                                                                    | [ 41 ] |
| 38       |                                 | Stanley Baldwin (1re fois) (1867-1947) Député de Bewdley            | 23 mai 1923                                             | 16 janvier 1924             | Baldwin I                |                       | Conservateur                                             | Premier lord du Trésor Leader de la Chambre des communes Chancelier de l'Échiquier (1923) | Appelle à des élections pour obtenir un mandat de protectionnisme, mais échoue à obtenir une majorité. Démissionne après la perte du vote de confiance. | [ 42 ] |
| 38       | –                               | Stanley Baldwin (1re fois) (1867-1947) Député de Bewdley            |                                                         |                             | Baldwin I                |                       | Conservateur                                             | Premier lord du Trésor Leader de la Chambre des communes Chancelier de l'Échiquier (1923) | Appelle à des élections pour obtenir un mandat de protectionnisme, mais échoue à obtenir une majorité. Démissionne après la perte du vote de confiance. | [ 42 ] |
| 39       |                                 | Ramsay MacDonald (1re fois) (1866-1937) Député d'Aberavon           | 22 janvier 1924                                         | 4 novembre 1924             | MacDonald I              |                       | Travailliste                                             | Premier lord du Trésor Leader de la Chambre des communes Secrétaire d'État des Affaires étrangères | Premier chef de gouvernement travailliste. § : Parlement sans majorité, gouvernement minoritaire nécessitant l'aide des libéraux. Organise les réparations avec l'Allemagne à la suite de la Première Guerre mondiale. | [ 43 ] |
| 39       | 1923 (§)                        | Ramsay MacDonald (1re fois) (1866-1937) Député d'Aberavon           |                                                         |                             | MacDonald I              |                       | Travailliste                                             | Premier lord du Trésor Leader de la Chambre des communes Secrétaire d'État des Affaires étrangères | Premier chef de gouvernement travailliste. § : Parlement sans majorité, gouvernement minoritaire nécessitant l'aide des libéraux. Organise les réparations avec l'Allemagne à la suite de la Première Guerre mondiale. | [ 43 ] |
| (38)     |                                 | Stanley Baldwin (2e fois) (1867-1947) Député de Bewdley             | 4 novembre 1924                                         | 5 juin 1929                 | Baldwin II               |                       | Conservateur                                             | Premier lord du Trésor Leader de la Chambre des communes | Accords de Locarno (1925) ; grève générale (1926) ; pacte Briand-Kellogg (1928) ; abaissement de l'âge de vote pour les femmes de 30 à 21 ans (1928). | [ 44 ] |
| (38)     | 1924                            | Stanley Baldwin (2e fois) (1867-1947) Député de Bewdley             |                                                         |                             | Baldwin II               |                       | Conservateur                                             | Premier lord du Trésor Leader de la Chambre des communes | Accords de Locarno (1925) ; grève générale (1926) ; pacte Briand-Kellogg (1928) ; abaissement de l'âge de vote pour les femmes de 30 à 21 ans (1928). | [ 44 ] |
| (39)     |                                 | Ramsay MacDonald (2e fois) (1866-1937) Député d'Aberavon            | 5 juin 1929                                             | 24 août 1931                | MacDonald II             |                       | Travailliste                                             | Premier lord du Trésor Leader de la Chambre des communes | § : Parlement sans majorité. Nomme la première femme ministre de la Couronne, Margaret Bondfield ; crise économique (Grande Dépression) à la suite du krach de 1929. | [ 45 ] |
| (39)     | 1929 (§)                        | Ramsay MacDonald (2e fois) (1866-1937) Député d'Aberavon            |                                                         |                             | MacDonald II             |                       | Travailliste                                             | Premier lord du Trésor Leader de la Chambre des communes | § : Parlement sans majorité. Nomme la première femme ministre de la Couronne, Margaret Bondfield ; crise économique (Grande Dépression) à la suite du krach de 1929. | [ 45 ] |
| (39)     | 24 août 1931                    | Ramsay MacDonald (2e fois) (1866-1937) Député d'Aberavon            | 7 juin 1935                                             | 1er national 2e national    |                          | Travailliste national | Premier lord du Trésor Leader de la Chambre des communes | Ne pouvant garder le soutien des travaillistes, il démissionne et est nommé à nouveau pour former un gouvernement national avec le soutien des partis conservateur et libéral. Il est exclu du parti travailliste. | [ 46 ] |        |
| (39)     | 1931                            | Ramsay MacDonald (2e fois) (1866-1937) Député d'Aberavon            |                                                         | 1er national 2e national    |                          | Travailliste national | Premier lord du Trésor Leader de la Chambre des communes | Ne pouvant garder le soutien des travaillistes, il démissionne et est nommé à nouveau pour former un gouvernement national avec le soutien des partis conservateur et libéral. Il est exclu du parti travailliste. | [ 46 ] |        |
| (38)     |                                 | Ramsay MacDonald (2e fois) (1866-1937) Député d'Aberavon            | Stanley Baldwin (3e fois) (1867-1947) Député de Bewdley | 7 juin 1935                 | 19 janvier 1936          | 3e national           |                                                          | Conservateur | Premier lord du Trésor Leader de la Chambre des communes Abdication d'Édouard VIII (1936) | [ 47 ] |
| (38)     | 1935                            |                                                                     | Stanley Baldwin (3e fois) (1867-1947) Député de Bewdley |                             |                          | 3e national           |                                                          | Conservateur | Premier lord du Trésor Leader de la Chambre des communes Abdication d'Édouard VIII (1936) | [ 47 ] |

### Règne d'Édouard VIII(1936) etGeorge VI(1936-1952)
| Portrait | Portrait         | Nom (naissance-mort) Titres                                                                                  | Dates du mandat — Élections | Dates du mandat — Élections | Gouvernement          | Parti politique | Parti politique | Autres fonctions occupées pendant le mandat                                                 | Notes, faits marquants | Réf.   |
| -------- | ---------------- | --- | --------------------------- | --------------------------- | --------------------- | --------------- | --------------- | ------------------------------------------------------------------------------------------- | --- | ------ |
| (38)     |                  | Stanley Baldwin (3e fois) (1867-1947) Député de Bewdley                                                      | 20 janvier 1936             | 28 mai 1937                 | 3e national           |                 | Conservateur    | Premier lord du Trésor Leader de la Chambre des communes                                    | Seul Premier ministre à avoir servi sous 3 monarques différents, critiqué pour sa faiblesse lorsque Hitler passe outre aux obligations de l'Allemagne à la suite du traité de Versailles (1919) et commence le réarmement du Troisième Reich (1932). | [ 47 ] |
| (38)     | 1935             | Stanley Baldwin (3e fois) (1867-1947) Député de Bewdley                                                      |                             |                             | 3e national           |                 | Conservateur    | Premier lord du Trésor Leader de la Chambre des communes                                    | Seul Premier ministre à avoir servi sous 3 monarques différents, critiqué pour sa faiblesse lorsque Hitler passe outre aux obligations de l'Allemagne à la suite du traité de Versailles (1919) et commence le réarmement du Troisième Reich (1932). | [ 47 ] |
| 40       |                  | Neville Chamberlain (1869-1940) Député de Birmingham Edgbaston                                               | 28 mai 1937                 | 3 septembre 1939            | 4e National           |                 | Conservateur    | Premier lord du Trésor Leader de la Chambre des communes                                    | Tente de maintenir la paix en choisissant l'apaisement avec l'Allemagne en signant les accords de Munich (1938) ; très critiqué à la suite de l'invasion de la Pologne (1939) et du début consécutif de la Seconde Guerre mondiale. Démissionne après son échec à former un gouvernement de coalition. | [ 5 ]  |
| 40       | 3 septembre 1939 | Neville Chamberlain (1869-1940) Député de Birmingham Edgbaston                                               | 10 mai 1940                 | Guerre I (Chamberlain)      |                       |                 | Conservateur    | Premier lord du Trésor Leader de la Chambre des communes                                    | Tente de maintenir la paix en choisissant l'apaisement avec l'Allemagne en signant les accords de Munich (1938) ; très critiqué à la suite de l'invasion de la Pologne (1939) et du début consécutif de la Seconde Guerre mondiale. Démissionne après son échec à former un gouvernement de coalition. | [ 5 ]  |
| 40       | –                | Neville Chamberlain (1869-1940) Député de Birmingham Edgbaston                                               |                             |                             |                       |                 | Conservateur    | Premier lord du Trésor Leader de la Chambre des communes                                    | Tente de maintenir la paix en choisissant l'apaisement avec l'Allemagne en signant les accords de Munich (1938) ; très critiqué à la suite de l'invasion de la Pologne (1939) et du début consécutif de la Seconde Guerre mondiale. Démissionne après son échec à former un gouvernement de coalition. | [ 5 ]  |
| 41       |                  | Winston Churchill (1re fois) (1874-1965) Député d'Epping                                                     | 10 mai 1940                 | 23 mai 1945                 | Guerre II (Churchill) |                 | Conservateur    | Premier lord du Trésor Ministre de la Défense Leader de la Chambre des communes (1940-1942) | Seconde Guerre mondiale (1939-1945) ; fondation des Nations unies (1945) ; propositions d'une ébauche de ce qui va devenir l'Union européenne. Forme un gouvernement de coalition pendant la guerre. En 1945, à la fin de la coalition de tous les partis, il forme un gouvernement intérimaire formé de conservateurs, de nationaux libéraux et de personnalités sans étiquette. Il est battu deux mois plus tard aux élections générales.                       | [ 48 ] |
| 41       | 23 mai 1945      | Winston Churchill (1re fois) (1874-1965) Député d'Epping                                                     | 27 juillet 1945             | Intérimaire 1945            |                       |                 | Conservateur    | Premier lord du Trésor Ministre de la Défense Leader de la Chambre des communes (1940-1942) | Seconde Guerre mondiale (1939-1945) ; fondation des Nations unies (1945) ; propositions d'une ébauche de ce qui va devenir l'Union européenne. Forme un gouvernement de coalition pendant la guerre. En 1945, à la fin de la coalition de tous les partis, il forme un gouvernement intérimaire formé de conservateurs, de nationaux libéraux et de personnalités sans étiquette. Il est battu deux mois plus tard aux élections générales.                       | [ 48 ] |
| 41       | –                | Winston Churchill (1re fois) (1874-1965) Député d'Epping                                                     |                             |                             |                       |                 | Conservateur    | Premier lord du Trésor Ministre de la Défense Leader de la Chambre des communes (1940-1942) | Seconde Guerre mondiale (1939-1945) ; fondation des Nations unies (1945) ; propositions d'une ébauche de ce qui va devenir l'Union européenne. Forme un gouvernement de coalition pendant la guerre. En 1945, à la fin de la coalition de tous les partis, il forme un gouvernement intérimaire formé de conservateurs, de nationaux libéraux et de personnalités sans étiquette. Il est battu deux mois plus tard aux élections générales.                       | [ 48 ] |
| 42       |                  | Clement Attlee (1883-1967) Député de Limehouse (jusqu'en 1950) Député de Walthamstow West (à partir de 1950) | 27 juillet 1945             | 26 octobre 1951             | Attlee                |                 | Travailliste    | Premier lord du Trésor Ministre de la Défense (1945-1946)                                   | Initie le consensus d'après-guerre (1945) ; nationalisations ; fondation du National Health Service ; Mariage de la princesse Élisabeth et de Philip Mountbatten (1947), indépendance de l'Inde (1947) et de Ceylan (actuel Sri Lanka) (1948) et fin du mandat britannique en Palestine ; blocus de Berlin (1948) ; fondation de l'OTAN (1949) ; début de la guerre froide (1945-1991) ; début de l'intervention britannique dans la guerre de Corée (1950-1953). | [ 49 ] |
| 42       | 1945 et 1950     | Clement Attlee (1883-1967) Député de Limehouse (jusqu'en 1950) Député de Walthamstow West (à partir de 1950) |                             |                             | Attlee                |                 | Travailliste    | Premier lord du Trésor Ministre de la Défense (1945-1946)                                   | Initie le consensus d'après-guerre (1945) ; nationalisations ; fondation du National Health Service ; Mariage de la princesse Élisabeth et de Philip Mountbatten (1947), indépendance de l'Inde (1947) et de Ceylan (actuel Sri Lanka) (1948) et fin du mandat britannique en Palestine ; blocus de Berlin (1948) ; fondation de l'OTAN (1949) ; début de la guerre froide (1945-1991) ; début de l'intervention britannique dans la guerre de Corée (1950-1953). | [ 49 ] |
| (41)     |                  | Winston Churchill (2e fois) (1874-1965) Député de Woodford                                                   | 26 octobre 1951             | 5 février 1952              | Churchill III         |                 | Conservateur    | Premier lord du Trésor Ministre de la Défense (1951-1952)                                   | Politique intérieure interrompue par les conflits internationaux : guerre de Corée (1950-1953), révolte Mau Mau (1952-1960), insurrection communiste en Malaisie (1948-1960). | [ 50 ] |
| (41)     | 1951             | Winston Churchill (2e fois) (1874-1965) Député de Woodford                                                   |                             |                             | Churchill III         |                 | Conservateur    | Premier lord du Trésor Ministre de la Défense (1951-1952)                                   | Politique intérieure interrompue par les conflits internationaux : guerre de Corée (1950-1953), révolte Mau Mau (1952-1960), insurrection communiste en Malaisie (1948-1960). | [ 50 ] |

### Règne d'Élisabeth II(1952-2022)
| Portrait | Portrait                   | Nom (naissance-mort) Titres                                                                                | Dates du mandat — Élections | Dates du mandat — Élections | Gouvernement            | Parti politique | Parti politique | Autres fonctions occupées pendant le mandat                                   | Notes, faits marquants | Réf.   |
| -------- | -------------------------- | --- | --------------------------- | --------------------------- | ----------------------- | --------------- | --------------- | ----------------------------------------------------------------------------- | --- | ------ |
| (41)     |                            | Winston Churchill (2e fois) (1874-1965) Député de Woodford                                                 | 6 février 1952              | 7 avril 1955                | Churchill III           |                 | Conservateur    | Premier lord du Trésor                                                        | Politique intérieure interrompue par les conflits internationaux : guerre de Corée (1950-1953), opération Ajax (1953), révolte Mau Mau (1952-1960), insurrection communiste en Malaisie (1948-1960). | [ 50 ] |
| (41)     | 1951                       | Winston Churchill (2e fois) (1874-1965) Député de Woodford                                                 |                             |                             | Churchill III           |                 | Conservateur    | Premier lord du Trésor                                                        | Politique intérieure interrompue par les conflits internationaux : guerre de Corée (1950-1953), opération Ajax (1953), révolte Mau Mau (1952-1960), insurrection communiste en Malaisie (1948-1960). | [ 50 ] |
| 43       |                            | Anthony Eden (1897-1977) Député de Warwick and Leamington                                                  | 7 avril 1955                | 10 janvier 1957             | Eden                    |                 | Conservateur    | Premier lord du Trésor                                                        | Nationalisation du canal de Suez, qui débouche sur la crise de Suez (1956-1957). Taux de chômage le plus bas de la période post-Seconde Guerre mondiale. Second projet avorté d'union économique et politique entre le Royaume-Uni et la France (1956). Démissionne pour raisons de santé et faisant face à une grande défiance de son parti. | [ 51 ] |
| 43       | 1955                       | Anthony Eden (1897-1977) Député de Warwick and Leamington                                                  |                             |                             | Eden                    |                 | Conservateur    | Premier lord du Trésor                                                        | Nationalisation du canal de Suez, qui débouche sur la crise de Suez (1956-1957). Taux de chômage le plus bas de la période post-Seconde Guerre mondiale. Second projet avorté d'union économique et politique entre le Royaume-Uni et la France (1956). Démissionne pour raisons de santé et faisant face à une grande défiance de son parti. | [ 51 ] |
| 44       |                            | Harold Macmillan (1894-1986) Député de Bromley                                                             | 10 janvier 1957             | 19 octobre 1963             | Macmillan               |                 | Conservateur    | Premier lord du Trésor                                                        | Demande d'intégration du Royaume-Uni dans la Marché Commun, refusée par le véto de Charles de Gaulle ; adoption du keynésianisme ; émeutes raciales de Notting Hill (1958) ; discours du Wind of Change (1960) ; début des affaires du Beeching Axe (1960), de la nuit des Longs Couteaux (1962), de la crise des missiles de Cuba (1962) et de l'affaire Profumo (1963) ; indépendance de dix colonies britanniques, dont Chypre, le Nigeria (1960) et la Jamaïque (1962). | [ 52 ] |
| 44       | 1959                       | Harold Macmillan (1894-1986) Député de Bromley                                                             |                             |                             | Macmillan               |                 | Conservateur    | Premier lord du Trésor                                                        | Demande d'intégration du Royaume-Uni dans la Marché Commun, refusée par le véto de Charles de Gaulle ; adoption du keynésianisme ; émeutes raciales de Notting Hill (1958) ; discours du Wind of Change (1960) ; début des affaires du Beeching Axe (1960), de la nuit des Longs Couteaux (1962), de la crise des missiles de Cuba (1962) et de l'affaire Profumo (1963) ; indépendance de dix colonies britanniques, dont Chypre, le Nigeria (1960) et la Jamaïque (1962). | [ 52 ] |
| 45       |                            | Alec Douglas-Home (1903-1995) 14e comte de Home (jusqu'en 1963) puis député de Kinross and West Perthshire | 19 octobre 1963             | 16 octobre 1964             | Douglas-Home            |                 | Conservateur    | Premier lord du Trésor                                                        | Renonce à son titre de pair à vie (comte de Home) lorsqu'il devient Premier ministre pour siéger à la Chambre des communes. | [ 53 ] |
| 45       | –                          | Alec Douglas-Home (1903-1995) 14e comte de Home (jusqu'en 1963) puis député de Kinross and West Perthshire |                             |                             | Douglas-Home            |                 | Conservateur    | Premier lord du Trésor                                                        | Renonce à son titre de pair à vie (comte de Home) lorsqu'il devient Premier ministre pour siéger à la Chambre des communes. | [ 53 ] |
| 46       |                            | Harold Wilson (1re fois) (1916-1995) Député de Huyton                                                      | 16 octobre 1964             | 19 juin 1970                | Wilson I                |                 | Travailliste    | Premier lord du Trésor Ministre de la Fonction publique                       | Réformes sociales, dont légalisation de l'avortement, décriminalisation de l'homosexualité, abolition de la peine de mort pour homicide et abaissement de l'âge du droit de vote de 21 à 18 ans ; décision d'être non belligérant plutôt que neutre dans la guerre du Viêt Nam ; réforme des conseils londoniens et création de Grand Londres (1965) ; catastrophe d'Aberfan (1966) ; indépendance de la Rhodésie du Sud ; dévaluation de la livre sterling ; création de l'Open University. | [ 54 ] |
| 46       | 1964 et 1966               | Harold Wilson (1re fois) (1916-1995) Député de Huyton                                                      |                             |                             | Wilson I                |                 | Travailliste    | Premier lord du Trésor Ministre de la Fonction publique                       | Réformes sociales, dont légalisation de l'avortement, décriminalisation de l'homosexualité, abolition de la peine de mort pour homicide et abaissement de l'âge du droit de vote de 21 à 18 ans ; décision d'être non belligérant plutôt que neutre dans la guerre du Viêt Nam ; réforme des conseils londoniens et création de Grand Londres (1965) ; catastrophe d'Aberfan (1966) ; indépendance de la Rhodésie du Sud ; dévaluation de la livre sterling ; création de l'Open University. | [ 54 ] |
| 47       |                            | Edward Heath (1916-2005) Député de Bexley                                                                  | 19 juin 1970                | 4 mars 1974                 | Heath                   |                 | Conservateur    | Premier lord du Trésor Ministre de la Fonction publique                       | Volte-face sur l'intervention de l'État dans l'industrie ; décimalisation de la livre sterling ; réformes des gouvernements locaux en Angleterre et au pays de Galles ; garde son pays hors de la guerre du Viêt Nam ; entrée négociée du Royaume-Uni dans le Marché commun (1973) ; violences en Irlande du Nord au cours des « Troubles » ; signature de l'accord de Sunningdale ; élections anticipées pour tenter d’apaiser les grèves des mineurs. | [ 55 ] |
| 47       | 1970                       | Edward Heath (1916-2005) Député de Bexley                                                                  |                             |                             | Heath                   |                 | Conservateur    | Premier lord du Trésor Ministre de la Fonction publique                       | Volte-face sur l'intervention de l'État dans l'industrie ; décimalisation de la livre sterling ; réformes des gouvernements locaux en Angleterre et au pays de Galles ; garde son pays hors de la guerre du Viêt Nam ; entrée négociée du Royaume-Uni dans le Marché commun (1973) ; violences en Irlande du Nord au cours des « Troubles » ; signature de l'accord de Sunningdale ; élections anticipées pour tenter d’apaiser les grèves des mineurs. | [ 55 ] |
| (46)     |                            | Harold Wilson (2e fois) (1916-1995) Député de Huyton                                                       | 4 mars 1974                 | 5 avril 1976                | Wilson II               |                 | Travailliste    | Premier lord du Trésor Ministre de la Fonction publique                       | § : Parlement sans majorité en février 1974, nouvelles élections en octobre. Fin de la grève des mineurs ; renégociations de l'entrée dans la CEE, qu'un référendum valide en 1975 ; réformes des gouvernements locaux en Écosse ; guerre de la morue et course au pétrole en mer du Nord ; acquisition partielle de la compagnie faillie British Leyland. | [ 56 ] |
| (46)     | Fév. 1974 (§) et Oct. 1974 | Harold Wilson (2e fois) (1916-1995) Député de Huyton                                                       |                             |                             | Wilson II               |                 | Travailliste    | Premier lord du Trésor Ministre de la Fonction publique                       | § : Parlement sans majorité en février 1974, nouvelles élections en octobre. Fin de la grève des mineurs ; renégociations de l'entrée dans la CEE, qu'un référendum valide en 1975 ; réformes des gouvernements locaux en Écosse ; guerre de la morue et course au pétrole en mer du Nord ; acquisition partielle de la compagnie faillie British Leyland. | [ 56 ] |
| 48       |                            | James Callaghan (1912-2005) Député de Cardiff South East                                                   | 5 avril 1976                | 4 mai 1979                  | Callaghan               |                 | Travailliste    | Premier lord du Trésor Ministre de la Fonction publique                       | Intervention du FMI pour renflouer la livre sterling ; Jubilé d'argent d'Élisabeth II (1977) ; débat sur la dévolution de l’Écosse et du pays de Galles, stoppés par des référendums ; rupture des relations avec les syndicats professionnels et hiver du Mécontentement (1978-1979). | [ 57 ] |
| 48       | –                          | James Callaghan (1912-2005) Député de Cardiff South East                                                   |                             |                             | Callaghan               |                 | Travailliste    | Premier lord du Trésor Ministre de la Fonction publique                       | Intervention du FMI pour renflouer la livre sterling ; Jubilé d'argent d'Élisabeth II (1977) ; débat sur la dévolution de l’Écosse et du pays de Galles, stoppés par des référendums ; rupture des relations avec les syndicats professionnels et hiver du Mécontentement (1978-1979). | [ 57 ] |
| 49       |                            | Margaret Thatcher (1925-2013) Députée de Finchley                                                          | 4 mai 1979                  | 28 novembre 1990            | Thatcher                |                 | Conservateur    | Premier lord du Trésor Ministre de la Fonction publique                       | Première femme Première ministre. Assassinat de Louis Mountbatten (1979) ; accords de Lancaster House (1979) ; Mariage du Prince Charles et de Diana Spencer (1981) ; Guerre des Malouines (1982) ; grève des mineurs britanniques de 1984-1985 ; privatisation de nombreuses sociétés ; diminution du pouvoir des syndicats professionnels ; négociation du rabais britannique sur le budget de la Communauté européenne ; attentat de Brighton (1984) ; déclaration commune sino-britannique sur la question de Hong Kong (1984) ; Anglo-Irish Agreement (1985) ; Section 28 (1988) ; Poll tax et émeutes en découlant (1988) ; attentat de Lockerbie (1988) ; fin de la guerre froide (1989).                                                                                   | [ 58 ] |
| 49       | 1979, 1983 et 1987         | Margaret Thatcher (1925-2013) Députée de Finchley                                                          |                             |                             | Thatcher                |                 | Conservateur    | Premier lord du Trésor Ministre de la Fonction publique                       | Première femme Première ministre. Assassinat de Louis Mountbatten (1979) ; accords de Lancaster House (1979) ; Mariage du Prince Charles et de Diana Spencer (1981) ; Guerre des Malouines (1982) ; grève des mineurs britanniques de 1984-1985 ; privatisation de nombreuses sociétés ; diminution du pouvoir des syndicats professionnels ; négociation du rabais britannique sur le budget de la Communauté européenne ; attentat de Brighton (1984) ; déclaration commune sino-britannique sur la question de Hong Kong (1984) ; Anglo-Irish Agreement (1985) ; Section 28 (1988) ; Poll tax et émeutes en découlant (1988) ; attentat de Lockerbie (1988) ; fin de la guerre froide (1989).                                                                                   | [ 58 ] |
| 50       |                            | John Major (né en 1943) Député de Huntingdon                                                               | 28 novembre 1990            | 2 mai 1997                  | Major                   |                 | Conservateur    | Premier lord du Trésor Ministre de la Fonction publique                       | Guerre du Golfe (1990-1991) ; chute du régime soviétique (1991) ; ratification du Traité de Maastricht (1992) ; sortie forcée du mécanisme de taux de change européen (Black Wednesday) ; Downing Street Declaration (1993) initiant le processus de paix du conflit nord-irlandais ; privatisation de British Rail (1993) ; création de la National Lottery ; permission d'ouverture des magasins le dimanche (Sunday shopping) ; divorce du Prince Charles et de Diana Spencer (1996). | [ 59 ] |
| 50       | 1992                       | John Major (né en 1943) Député de Huntingdon                                                               |                             |                             | Major                   |                 | Conservateur    | Premier lord du Trésor Ministre de la Fonction publique                       | Guerre du Golfe (1990-1991) ; chute du régime soviétique (1991) ; ratification du Traité de Maastricht (1992) ; sortie forcée du mécanisme de taux de change européen (Black Wednesday) ; Downing Street Declaration (1993) initiant le processus de paix du conflit nord-irlandais ; privatisation de British Rail (1993) ; création de la National Lottery ; permission d'ouverture des magasins le dimanche (Sunday shopping) ; divorce du Prince Charles et de Diana Spencer (1996). | [ 59 ] |
| 51       |                            | Tony Blair (né en 1953) Député de Sedgefield                                                               | 2 mai 1997                  | 27 juin 2007                | Blair                   |                 | Travailliste    | Premier lord du Trésor Ministre de la Fonction publique                       | Transfert de souveraineté de Hong Kong ; mort de Diana, princesse de Galles (1997) ; indépendance de la Banque d'Angleterre ; dévolution en Écosse et au pays de Galles (1997) ; accord du Vendredi saint en Irlande du Nord (1998) ; introduction du salaire minimum (1999) ; réforme de la Chambre des lords (1999) ; opération Force alliée (OTAN) en Yougoslavie (1999) ; création de la Autorité du Grand Londres et du maire de Londres ; guerre d'Afghanistan (2001-2014), Jubilé d'or d'Élisabeth II (2002); Décès de la Princesse Margaret et de la Reine-mère Elizabeth (2002), guerre d'Irak (2003-2011). Mariage du Prince Charles et de Camilla Parker Bowles (2005). Attentats de Londres (2005). Nomme la première femme Secrétaire aux Affaires étrangères (2006). | [ 60 ] |
| 51       | 1997, 2001 et 2005         | Tony Blair (né en 1953) Député de Sedgefield                                                               |                             |                             | Blair                   |                 | Travailliste    | Premier lord du Trésor Ministre de la Fonction publique                       | Transfert de souveraineté de Hong Kong ; mort de Diana, princesse de Galles (1997) ; indépendance de la Banque d'Angleterre ; dévolution en Écosse et au pays de Galles (1997) ; accord du Vendredi saint en Irlande du Nord (1998) ; introduction du salaire minimum (1999) ; réforme de la Chambre des lords (1999) ; opération Force alliée (OTAN) en Yougoslavie (1999) ; création de la Autorité du Grand Londres et du maire de Londres ; guerre d'Afghanistan (2001-2014), Jubilé d'or d'Élisabeth II (2002); Décès de la Princesse Margaret et de la Reine-mère Elizabeth (2002), guerre d'Irak (2003-2011). Mariage du Prince Charles et de Camilla Parker Bowles (2005). Attentats de Londres (2005). Nomme la première femme Secrétaire aux Affaires étrangères (2006). | [ 60 ] |
| 52       |                            | Gordon Brown (né en 1951) Député de Kirkcaldy and Cowdenbeath                                              | 27 juin 2007                | 11 mai 2010                 | Brown                   |                 | Travailliste    | Premier lord du Trésor Ministre de la Fonction publique                       | Nomme la première femme Secrétaire à l'Intérieur (2007) ; voitures piégées de Londres en 2007 ; attentats de l'aéroport de Glasgow (2007) ; nationalisation de Northern Rock ; ratification du traité de Lisbonne (2007) ; conséquences de la crise financière mondiale de 2007-2008 ; scandale des dépenses du Parlement (2009). | [ 61 ] |
| 52       | –                          | Gordon Brown (né en 1951) Député de Kirkcaldy and Cowdenbeath                                              |                             |                             | Brown                   |                 | Travailliste    | Premier lord du Trésor Ministre de la Fonction publique                       | Nomme la première femme Secrétaire à l'Intérieur (2007) ; voitures piégées de Londres en 2007 ; attentats de l'aéroport de Glasgow (2007) ; nationalisation de Northern Rock ; ratification du traité de Lisbonne (2007) ; conséquences de la crise financière mondiale de 2007-2008 ; scandale des dépenses du Parlement (2009). | [ 61 ] |
| 53       |                            | David Cameron (né en 1966) Député de Witney                                                                | 11 mai 2010                 | 8 mai 2015                  | Cameron I (coalition)   |                 | Conservateur    | Premier lord du Trésor Ministre de la Fonction publique                       | § : Parlement minoritaire et coalition avec les Lib Dems en 2010. Majorité conservatrice en 2015. Excuses officielles pour le Bloody Sunday ; protestations d'étudiants contre les réformes de l'éducation (2010) ; intervention militaire internationale en Libye (2011) ; refus par référendum du vote alternatif (2011) ; plusieurs scandales politiques et médiatique dont le piratage par News International ; émeutes de 2011 ; Jubilé de diamant d'Élisabeth II (2012) ; Jeux olympiques à Londres (2012) ; premières étapes de la légalisation du mariage homosexuel au Royaume-Uni (2014) ; référendum pour le retrait du Royaume-Uni de l'Union européenne (2016). | [ 62 ] |
| 53       | 8 mai 2015                 | David Cameron (né en 1966) Député de Witney                                                                | 13 juillet 2016             | Cameron II                  |                         |                 | Conservateur    | Premier lord du Trésor Ministre de la Fonction publique                       | § : Parlement minoritaire et coalition avec les Lib Dems en 2010. Majorité conservatrice en 2015. Excuses officielles pour le Bloody Sunday ; protestations d'étudiants contre les réformes de l'éducation (2010) ; intervention militaire internationale en Libye (2011) ; refus par référendum du vote alternatif (2011) ; plusieurs scandales politiques et médiatique dont le piratage par News International ; émeutes de 2011 ; Jubilé de diamant d'Élisabeth II (2012) ; Jeux olympiques à Londres (2012) ; premières étapes de la légalisation du mariage homosexuel au Royaume-Uni (2014) ; référendum pour le retrait du Royaume-Uni de l'Union européenne (2016). | [ 62 ] |
| 53       | 2010 (§) et 2015           | David Cameron (né en 1966) Député de Witney                                                                |                             | Cameron II                  |                         |                 | Conservateur    | Premier lord du Trésor Ministre de la Fonction publique                       | § : Parlement minoritaire et coalition avec les Lib Dems en 2010. Majorité conservatrice en 2015. Excuses officielles pour le Bloody Sunday ; protestations d'étudiants contre les réformes de l'éducation (2010) ; intervention militaire internationale en Libye (2011) ; refus par référendum du vote alternatif (2011) ; plusieurs scandales politiques et médiatique dont le piratage par News International ; émeutes de 2011 ; Jubilé de diamant d'Élisabeth II (2012) ; Jeux olympiques à Londres (2012) ; premières étapes de la légalisation du mariage homosexuel au Royaume-Uni (2014) ; référendum pour le retrait du Royaume-Uni de l'Union européenne (2016). | [ 62 ] |
| 54       |                            | Theresa May (née en 1956) Députée de Maidenhead                                                            | 13 juillet 2016             | 9 juin 2017                 | May I                   |                 | Conservateur    | Premier lord du Trésor Ministre de la Fonction publique                       | - Deuxième femme Première ministre. - Déclenchement de l'article 50 du Traité sur l'Union Européenne (2016) - Négociations sur le retrait du Royaume-Uni de l'Union européenne - Publication du Plan de Chequers (2018) - 25 Year Environment Plan (2018) - Faisant face à une forte défiance de son parti et essuyant plusieurs revers au Parlement concernant un potentiel accord sur le Brexit, elle est contrainte de se retirer le 24 juillet 2019.§. À partir de 2017, Parlement minoritaire avec soutien sans participation du Parti unioniste démocrate. |        |
| 54       | 9 juin 2017                | Theresa May (née en 1956) Députée de Maidenhead                                                            | 24 juillet 2019             | May II (minoritaire)        |                         |                 | Conservateur    | Premier lord du Trésor Ministre de la Fonction publique                       | - Deuxième femme Première ministre. - Déclenchement de l'article 50 du Traité sur l'Union Européenne (2016) - Négociations sur le retrait du Royaume-Uni de l'Union européenne - Publication du Plan de Chequers (2018) - 25 Year Environment Plan (2018) - Faisant face à une forte défiance de son parti et essuyant plusieurs revers au Parlement concernant un potentiel accord sur le Brexit, elle est contrainte de se retirer le 24 juillet 2019.§. À partir de 2017, Parlement minoritaire avec soutien sans participation du Parti unioniste démocrate. |        |
| 54       | 2017 (§)                   | Theresa May (née en 1956) Députée de Maidenhead                                                            |                             | May II (minoritaire)        |                         |                 | Conservateur    | Premier lord du Trésor Ministre de la Fonction publique                       | - Deuxième femme Première ministre. - Déclenchement de l'article 50 du Traité sur l'Union Européenne (2016) - Négociations sur le retrait du Royaume-Uni de l'Union européenne - Publication du Plan de Chequers (2018) - 25 Year Environment Plan (2018) - Faisant face à une forte défiance de son parti et essuyant plusieurs revers au Parlement concernant un potentiel accord sur le Brexit, elle est contrainte de se retirer le 24 juillet 2019.§. À partir de 2017, Parlement minoritaire avec soutien sans participation du Parti unioniste démocrate. |        |
| 55       |                            | Boris Johnson (né en 1964) Député d'Uxbridge and South Ruislip                                             | 24 juillet 2019             | 13 décembre 2019            | Johnson I (minoritaire) |                 | Conservateur    | Premier lord du Trésor Ministre de la Fonction publique                       | - Premier Premier ministre né aux États-Unis. - Après un nouveau report du Brexit, il convoque des élections générales anticipées le 12 décembre 2019 qu'il remporte avec la majorité absolue des sièges - Retrait du Royaume-Uni de l'Union européenne (2020) - Pandémie de Covid-19 au Royaume-Uni - Décès du prince Philip (2021) - Série de scandales concernant des fêtes organisées à Downing Street en pleine période de pandémie de Covid-19 - Jubilé de platine d'Élisabeth II (2022) |        |
| 55       | 13 décembre 2019           | Boris Johnson (né en 1964) Député d'Uxbridge and South Ruislip                                             | 6 septembre 2022            | Johnson II                  |                         |                 | Conservateur    | Premier lord du Trésor Ministre de la Fonction publique                       | - Premier Premier ministre né aux États-Unis. - Après un nouveau report du Brexit, il convoque des élections générales anticipées le 12 décembre 2019 qu'il remporte avec la majorité absolue des sièges - Retrait du Royaume-Uni de l'Union européenne (2020) - Pandémie de Covid-19 au Royaume-Uni - Décès du prince Philip (2021) - Série de scandales concernant des fêtes organisées à Downing Street en pleine période de pandémie de Covid-19 - Jubilé de platine d'Élisabeth II (2022) |        |
| 55       | 2019                       | Boris Johnson (né en 1964) Député d'Uxbridge and South Ruislip                                             |                             | Johnson II                  |                         |                 | Conservateur    | Premier lord du Trésor Ministre de la Fonction publique                       | - Premier Premier ministre né aux États-Unis. - Après un nouveau report du Brexit, il convoque des élections générales anticipées le 12 décembre 2019 qu'il remporte avec la majorité absolue des sièges - Retrait du Royaume-Uni de l'Union européenne (2020) - Pandémie de Covid-19 au Royaume-Uni - Décès du prince Philip (2021) - Série de scandales concernant des fêtes organisées à Downing Street en pleine période de pandémie de Covid-19 - Jubilé de platine d'Élisabeth II (2022) |        |
| 56       |                            | Liz Truss (née en 1975) Députée du South West Norfolk                                                      | 6 septembre 2022            | 8 septembre 2022            | Truss                   |                 | Conservateur    | Premier lord du Trésor Ministre de la Fonction publique Ministre pour l'Union | - Troisième femme Première ministre - Décès de la reine Élisabeth II (2022) |        |
| 56       | –                          | Liz Truss (née en 1975) Députée du South West Norfolk                                                      |                             |                             |                         |                 | Conservateur    | Premier lord du Trésor Ministre de la Fonction publique Ministre pour l'Union | - Troisième femme Première ministre - Décès de la reine Élisabeth II (2022) |        |

### Règne deCharles III(depuis 2022)
| Portrait | Portrait | Nom (naissance-mort) Titres                                | Dates du mandat — Élections | Dates du mandat — Élections | Gouvernement | Parti politique | Parti politique | Autres fonctions occupées pendant le mandat                                   | Notes, faits marquants | Réf. |
| -------- | -------- | ---------------------------------------------------------- | --------------------------- | --------------------------- | ------------ | --------------- | --------------- | ----------------------------------------------------------------------------- | --- | ---- |
| 56       |          | Liz Truss (née en 1975) Députée du South West Norfolk      | 8 septembre 2022            | 25 octobre 2022             | Truss        |                 | Conservateur    | Premier lord du Trésor Ministre de la Fonction publique Ministre pour l'Union | - Troisième femme Première ministre - Décès et funérailles de la reine Élisabeth II (2022) - Mandat le plus court de l'histoire britannique |      |
| 56       | –        | Liz Truss (née en 1975) Députée du South West Norfolk      |                             |                             | Truss        |                 | Conservateur    | Premier lord du Trésor Ministre de la Fonction publique Ministre pour l'Union | - Troisième femme Première ministre - Décès et funérailles de la reine Élisabeth II (2022) - Mandat le plus court de l'histoire britannique |      |
| 57       |          | Rishi Sunak (né en 1980) Député de Richmond                | 25 octobre 2022             | 5 juillet 2024              | Sunak        |                 | Conservateur    | Premier lord du Trésor Ministre de la Fonction publique Ministre pour l'Union | - Premier hindou et personne de couleur à devenir chef du gouvernement britannique - Couronnement de Charles III                            |      |
| 57       | –        | Rishi Sunak (né en 1980) Député de Richmond                |                             |                             | Sunak        |                 | Conservateur    | Premier lord du Trésor Ministre de la Fonction publique Ministre pour l'Union | - Premier hindou et personne de couleur à devenir chef du gouvernement britannique - Couronnement de Charles III                            |      |
| 58       |          | Keir Starmer (né en 1962) Député de Holborn and St Pancras | 5 juillet 2024              | en fonction                 | Starmer      |                 | Travailliste    | Premier lord du Trésor Ministre de la Fonction publique Ministre pour l'Union | - Premier ministre travailliste après 14 ans de gouvernements conservateurs. Nomme la première femme Chancelier de l'Échiquier.             |      |
| 58       | 2024     | Keir Starmer (né en 1962) Député de Holborn and St Pancras |                             |                             |              |                 | Travailliste    | Premier lord du Trésor Ministre de la Fonction publique Ministre pour l'Union | - Premier ministre travailliste après 14 ans de gouvernements conservateurs. Nomme la première femme Chancelier de l'Échiquier.             |      |

## Observations générales

### Records
- Mandat le plus long : Robert Walpole (plus de 20 ans)[2].
- Mandat le plus court : Liz Truss (49 jours)[5],[63].
- Nombre de mandats : William Ewart Gladstone (4 mandats)[31].
- Premier ministre le plus jeune au moment de sa nomination : William Pitt le Jeune (à 24 ans)[13].
- Premier ministre le plus vieux au moment de sa nomination : William Ewart Gladstone (à 82 ans)[31].
- Premier ministre mort le plus jeune : William Cavendish (à 44 ans).
- Premier ministre mort le plus âgé: James Callaghan (à 92 ans).

### Décès pendant le mandat
- Spencer Compton, mort le 2 juillet 1743[5].
- Henry Pelham, mort le 6 mars 1754[6].
- Charles Watson-Wentworth, mort le 1er juillet 1782[9].
- William Pitt le Jeune, mort le 23 janvier 1806[13].
- Spencer Perceval, assassiné le 11 mai 1812[5].
- George Canning, mort le 8 août 1827[5].
- Henry John Temple, mort le 18 octobre 1865[27].

### Autre
- Margaret Thatcher, première femme
- Boris Johnson, premier catholique
- Rishi Sunak, premier non-blanc (d'origine indienne) et premier hindou[64].